# Rio Roseau (Dominica)
O Roseau é um dos principais rios de Dominica. Percorre todo o seu trajeto dentro da paróquia de Saint George. O Roseau nasce na região montanhosa do interior da ilha, corta a cidade de Roseau, capital do país, e deságua na costa oeste, no Mar do Caribe.